# Іванова Тетяна Іванівна
Тетяна Іванівна Іванова (рос. Татьяна Ивановна Иванова; 16 лютого 1991,  Чусовий, Росія) — російська саночниця, яка виступає в санному спорті на професіональному рівні з 2007 року. Як учасник зимових Олімпійських ігор в 2010 році в одиночних змаганнях й стала четвертою в табелі ранггів. У 2010 році на чемпіонаті Європи в Сіґулді посіла перше місце.
На Олімпіаді в Сочі Іванова разом зі збірною Росії здобула срібну олімпійську медаль в естафеті. 
Бронзовий призер Олімпіади в Пекіні 2022.